# Cervione
Cervione (en corso Cervioni) es una comuna y población de Francia, en la región de Córcega, departamento de Alta Córcega, en el distrito de Bastia. Es la cabecera del cantón de Campoloro-di-Moriani.
Su población en el censo de 1999 era de 1.452 habitantes.
Está integrada en la Communauté de communes de la Costa Verde, de la que es la mayor población.